# Jorge Barcellos
Jorge Barcellos (Japeri, 17 de abril de 1967) é um treinador de futebol brasileiro. Atualmente comanda o time feminino do Botafogo do Rio de Janeiro.

## Carreira
Jorge Barcellos jogou no futebol amador em alguns clubes do Rio, mas foi no Japão onde jogou profissionalmente por 4 anos no FC Goal de Nagoya entre os anos de 1996 a 1998.
Ao retornar ao Brasil Jorge decidiu dedicar-se aos estudos e cursou Educação Física na Universidade Federal Rural do Rio de Janeiro onde também se pós-graduou em treinamento esportivo. Paralelamente aos estudos, Jorge começou nas categorias de base do Vasco como estagiário e lá começou a trabalhar com o futebol feminino.
Em 2005, Jorge Barcelos foi chamado para trabalhar como preparador físico auxiliar da Seleção Brasileira Feminina Sub-20, participando do Sul-Americano no Chile (2006) e do Mundial na Rússia (2006). Seu talento como estrategista do futebol foi reconhecido em 2006 quando assumiu a Seleção Principal.
Como técnico da Seleção Feminina de Futebol Principal foi campeão Pan-Americano no Rio de Janeiro,  campeão da Copa Kirin no Japão e vice-Campeão Mundial Fifa em 2007. No ano seguinte, Barcellos comandou a Seleção no vice-campeonato Olímpico em Beijin na China, sendo o primeiro treinador brasileiro a chegar a uma final olímpica, além de ser campeão do Peace Cup Corea do Sul .
Em 2008, Jorge Barcellos foi contratado para treinar a equipe do Saint Louis Athletica na recém-criada WPS, a liga profissional norte-americana de futebol feminino. Em sua primeira temporada, levou sua equipe a segunda posição no campeonato. Em sua segunda temporada, Jorge Barcellos reestruturou toda a equipe e o título era questão de tempo, porém a direção do Saint Louis Athletica retirou a equipe da competição alegando dificuldades financeiras.
Na ocasião, o time de Jorge Barcellos estava em segunda lugar e com o fim do time e de seu contrato, Jorge retornou para o Brasil no fim de junho de 2010 e no final do mesmo ano, assumiu o comando da seleção Sub-18 e em 2011, voltou a assumir o comando da Seleção Feminina de Futebol Principal. No mesmo ano conquistou a  Torneio Internacional de São Paulo.
Em 2012, Jorge Barcellos comandou a seleção feminina nas Olimpíadas de Londres sendo eliminada nas quartas de final. Em novembro do mesmo ano, Jorge Barcellos foi substituído por Márcio Oliveira.
Em 2013, Jorge Barcellos é contratado pela equipe feminina do Vasco da Gama e no seu primeiro mês de trabalho foi campeão da Taça Cidade de Nova Iguaçu, que é o segundo torneio de futebol feminino mais importante do Estado, perdendo apenas para o Campeonato Carioca.
Em 2015, o Barcellos deixou o Vasco da Gama e participou das transmissões da Copa do Mundo de Futebol Feminino do Canadá transmitida pela TV Brasil.
Em 2016, Jorge Barcellos participou das transmissões do Campeonato Brasileiro de Futebol pela TV Brasil e em março do mesmo ano assumiu o Boavista SC Sub-20 masculino, deixando o clube em sua melhor colocação, 9º colocado, com vitórias expressivas sobre o Clube de Regatas do Flamengo, o então campeão da Copa São Paulo de Futebol Júnior.
No mesmo ano, assume o desafio de treinar Queimados Futebol Clube no Campeonato Carioca de Futebol - Série B já em andamento. Barcellos levou o clube da Baixada Fluminense a sua melhor colocação da história, 7º colocado.
Em janeiro de 2017, Jorge Barcellos recebe o convite da tradicional equipe do Kindermann-SC e assume o time para a disputa do Campeonato Brasileiro Feminino Série A.
Após quase 5 temporadas no Kindermann-SC, Jorge Barcellos recebeu um convite para treinar a equipe de Futebol Feminino do Famalicão de Portugal. Em julho de 2021, Jorge Barcellos iniciou o trabalho na equipe portuguesa.

## Títulos
Seleção Brasileira
- Campeonato Sul-Americano de Futebol Feminino 2006 Sub-20 - Campeão
- Medalha de Bronze mundial da Rússia sub 20
- Campeonato Sul-Americano de Futebol Feminino de 2006 2º Lugar
- Jogos Pan-americanos: medalha de ouro (Rio 2007)
- Copa do Mundo de Futebol Feminino - 2º lugar (2007)
- Campeão Copa Kirin no Japão (2007)
- Jogos Olímpicos - medalha de prata (2008)
- Campeão Peace Cup Corea do Sul
- Torneio Internacional Cidade de São Paulo: 2011
- Copa da Suíça 2012 - Campeão
- 3º Medalha de Bronze Copa Kirin - 2012

Saint Louis Athletica
- Liga de futebol feminino dos Estados Unidos 2009 - 2º Lugar- REGULAR SEASON

Vasco da Gama
- Taça Cidade de Nova Iguaçu: 2013